# Pedro de Ursúa

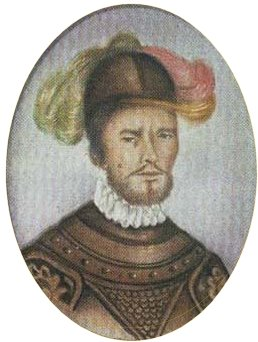
Pedro de Ursua

Pedro de Ursúa (* um 1525 vermutlich in Arizcun; † 1. Januar 1561) war ein spanischer Konquistador, der als Führer einer Expedition auf der Suche nach dem Goldland Eldorado von seinen Soldaten ermordet wurde.

## Leben
Ursúa stammte aus einer baskischen Adelsfamilie, die ihren Stammsitz in Arizcun im spanischen Navarra hatte. Sein genaues Geburtsdatum ist unbekannt, auch über seine Kindheit existieren keine Nachrichten.
Im Jahre 1543 kam er nach Spanisch-Amerika, wo ihn ein einflussreicher Verwandter protegierte, sodass er bereits 1544 Stellvertreter des Gouverneurs in der Region Santa Fe de Bogotá wurde. Während des Bürgerkrieges im Vizekönigreich Peru zwischen dem Vizekönig Blasco Núñez de Vela und Gonzalo Pizarro unterstützte er Ersteren und beteiligte sich danach an der Unterwerfung von Indianerstämmen. Im Jahre 1552 wurde er zum Oberrichter der Stadt Santa Marta ernannt, doch wegen übertriebener Grausamkeit bei der Bekämpfung von Indianern im Jahre 1553 wieder von dem Posten abberufen. 1554 erließ man in Peru einen Haftbefehl gegen ihn, da man vermutete, er wolle sich mit seinen Soldaten der Rebellion von Hernández Girón anschließen. Vermutlich auf dem Rückweg nach Spanien erhielt er in Panama den Auftrag, eine Gruppe flüchtiger afrikanischer Sklaven zu bekämpfen. Diesen Auftrag erledigte er, indem er die Cimarronen zu Verhandlungen einlud, um sie dann mit vergiftetem Wein umzubringen. Als Belohnung für diese Tat wurde ihm nach seiner Rückkehr in Peru die Leitung einer Expedition zum Reich der Omagua übertragen, wo man damals das legendäre Goldland Eldorado vermutete. Ursúa hatte sich kurz zuvor mit der jungen Witwe Inés de Atienza verlobt; diese begleitete ihn auf die Expedition.

### Amazonasexpedition zur Suche nach dem Eldorado
Die Konquistadoren Francisco de Orellana und Philipp von Hutten hatten Jahrzehnte zuvor von Städten inmitten des Urwaldes berichtet. Das angebliche Reich der Omagua konnte nie aufgefunden werden. Es wird vermutet, dass die Berichte der ersten Konquistadoren entweder stark übertrieben waren oder die von ihnen tatsächlich gesichteten Siedlungen infolge mit den Spaniern eingeschleppter Krankheiten verödeten.
Ursúas Expedition verzögerte sich mehrmals aus Geldmangel, obwohl die Verwaltung des Vizekönigs einen größeren Zuschuss gewährt hatte. Dies bewog Ursúa, zu zweifelhaften Methoden zu greifen. Durch Gewaltandrohung nötigte er beispielsweise den Pfarrer Pedro Portillo, eine größere Summe zur Finanzierung der Expedition beizusteuern. Um eine Strafanzeige bei der königlichen Justiz zu verhindern, zwang er Portillo ebenso wie den Alcalden Alonso de Montoya anschließend zur Teilnahme an der Expedition. Am 26. oder 27. Februar 1560 brach Ursúa mit 300 bewaffneten Spaniern, mehreren hundert indianischen Hilfskräften, 20 afrikanischen Sklaven und 27 Pferden auf.
Der Expedition hatten sich von Anfang an zahlreiche beschäftigungslose Soldaten angeschlossen, die bei der Eroberung Perus leer ausgegangen und mit der vizeköniglichen Herrschaft unzufrieden waren. Ursúa wurde vor dem Aufbruch gewarnt, mehrere bekannte Unruhestifter in die Expedition aufzunehmen, ignorierte dies allerdings.
Als die Expedition im November 1560 per Schiff den Mittellauf des Amazonas erreichte, war von dem versprochenen Goldland noch nichts zu sehen. Ein Veteran von Orellanas Amazonasexpedition erklärte, er erkenne die Gegend nicht wieder. Tagelang durchfuhr die Expedition menschenleeren Urwald. Da die Lebensmittel knapp wurden und mehrere Leute vor Hunger starben, breitete sich unter den Expeditionsteilnehmern Unzufriedenheit aus. Eine Gruppe von Verschwörern unter der Führung des baskischen Konquistadors Lope de Aguirre nutzte diese Stimmung für eine Meuterei. Sie töteten Ursúa in der Nacht zum 1. Januar 1561 und setzten den andalusischen Edelmann Fernando de Guzmán als neuen Expeditionsleiter ein. Inés de Atienza wurde wenige Monate später auf Weisung von Aguirre ebenfalls ermordet. Die Verschwörer hatten vor, nach Peru zurückzukehren, den Vizekönig zu stürzen und Guzmán zum König von Peru auszurufen. Dieses Ziel erwies sich als nicht umsetzbar und die Expedition endete unter Aguirres Führung in einem Desaster (geschildert im Artikel zu Lope de Aguirre).
In verschiedenen literarischen Bearbeitungen der Rebellion des Lope de Aguirre wird dieser als wahnsinniger Mörder, Ursúa dagegen als ritterlicher Edelmann dargestellt. Die gescheiterte Expedition diente  als Vorlage für den Film Aguirre, der Zorn Gottes (1972).